# Rödgrått gräsfly
Rödgrått gräsfly (Mythimna pudorina) är en fjärilsart som först beskrevs av Denis och Ignaz Schiffermüller 1775.  Rödgrått gräsfly ingår i släktet Mythimna, och familjen nattflyn. Enligt den finländska rödlistan är arten sårbar i Finland. Arten är reproducerande i Sverige. Artens livsmiljö är strandängar vid Östersjön.

## Bildgalleri

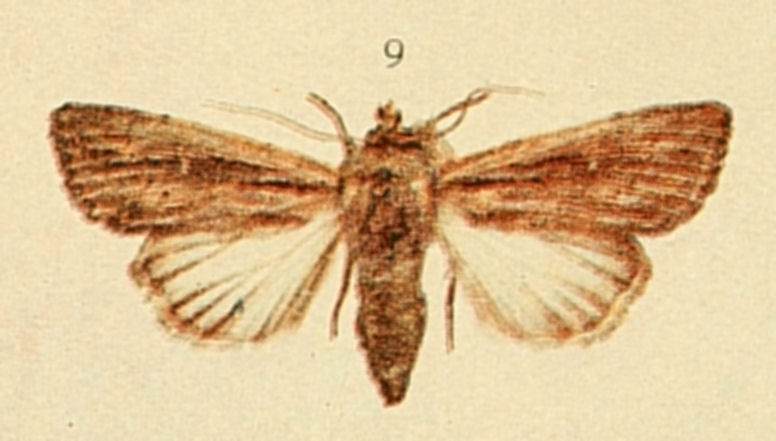
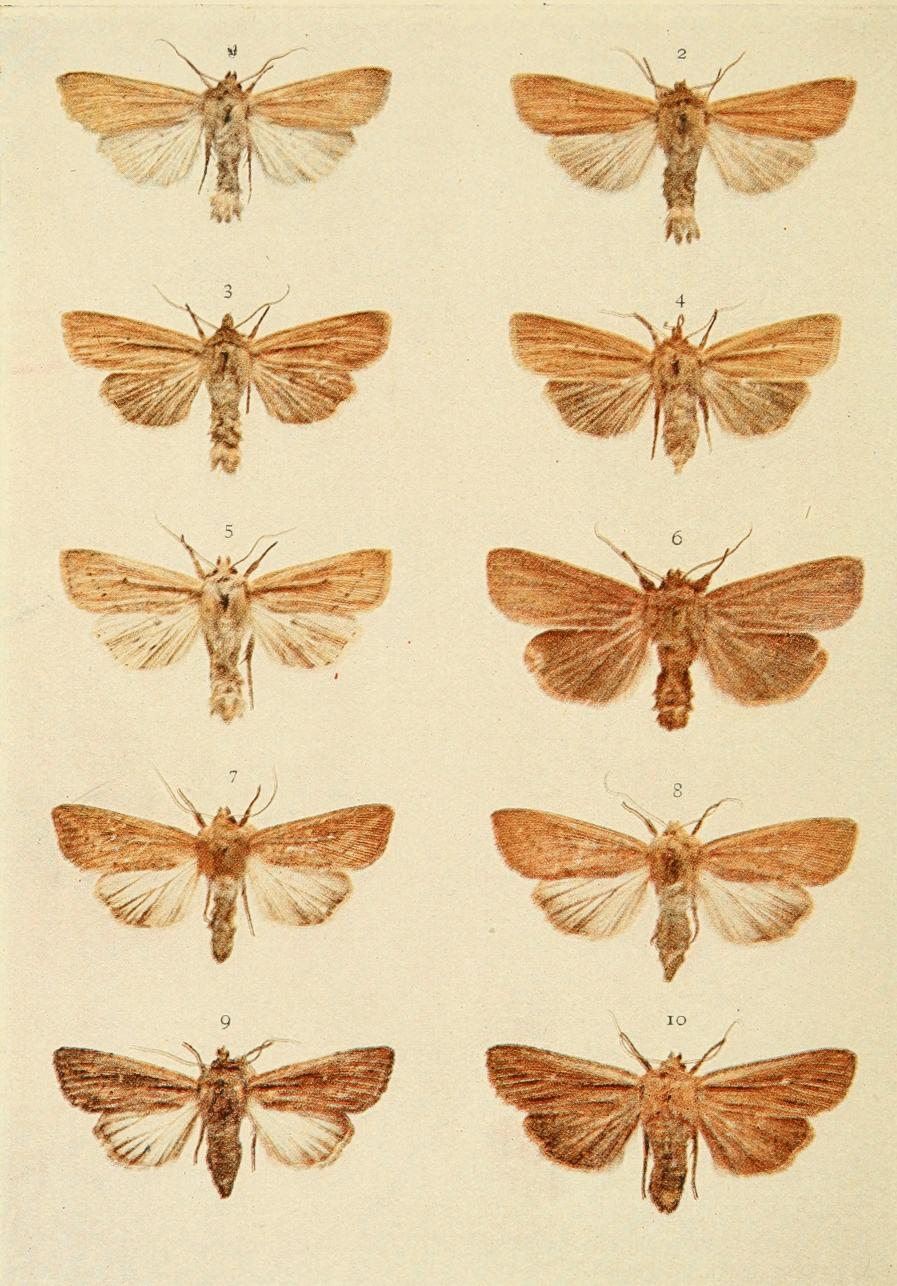